# بيرسي نيلسون
بيرسي نيلسون (بالسويدية: Percy Nilsson)‏ هو نجار تركيبات ‏ سويدي، ولد في 22 مايو 1943 في مالمو في السويد.